# روبليديلو دي جاتا
بلدية روبليديلو دي جاتا (بالإسبانية: Robledillo de Gata)‏، هي بلدية تقع في مقاطعة قصرش والتي تقع في منطقة إكستريمادورا، غرب إسبانيا.
يبلغ عدد سكانها 164 نسمة وفقاً لإحصائية سنة (2002).